# ГЕС Салон
ГЕС Салон (фр. Salon) — гідроелектростанція на південному сході Франції. Знаходячись між ГЕС Мальмор (вище по течії) та ГЕС Сен-Шама, входить до каскаду ГЕС на річці Дюранс (ліва притока Рони).
До станції Мальмор типові для каскаду на Дюранс дериваційні канали тягнутся по долині цієї річки понад півтори сотні кілометрів, час від часу переходячи з одного берегу на інший. Нарешті, після Мальмор канал виходить за межі долини та прямує у південному напрямку через відроги Прованських Передальп до узбережжя Ліонської затоки Середземного моря. При цьому до нього на початковому етапі подається додатковий ресурс із Дюранс, захоплений за допомогою греблі Мальмор (складається з десяти водопропускних шлюзів, має висоту 10,5 метра та довжину 280 метрів) і протранспортований через канал-перемичку довжиною 1,7 км.
Подолавши понад 18 км основного дериваційного каналу, вода надходить до машинного залу станції Салон, який обладнано трьома турбінами типу Френсіс, що працюють при напорі 45 метрів.
Загальна потужність станції становить 90 МВт, а річне виробництво електроенергії становить 360 млн кВт-год.
Управління роботою ГЕС Salon здійснюється із диспетчерського центру на станції Сент-Тюль.